# Sandra Elkasević
Sandra Elkasević (nacida Sandra Perković, Zagreb, Yugoslavia, 21 de junio de 1990) es una deportista croata que compite en atletismo, especialista en la prueba de lanzamiento de disco. Es bicampeona olímpica, bicampeona mundial, siete veces campeona europea y ganadora de siete Trofeos de Diamante.
Participó en cuatro Juegos Olímpicos de Verano, obteniendo tres medallas: oro en Londres 2012 y Río de Janeiro 2016 y bronce en París 2024, y el cuarto lugar en Tokio 2020. Fue la abanderada de Croacia en la ceremonia de apertura de los Juegos Olímpicos de Tokio 2020.
Ganó cinco medallas en el Campeonato Mundial de Atletismo entre los años 2013 y 2022, y siete medallas de oro en el Campeonato Europeo de Atletismo entre los años 2010 y 2024.

## Trayectoria
En categoría júnior obtuvo una medalla de plata en el Campeonato Mundial Sub-18 de 2007 y dos medallas en el Campeonato Europeo, plata en 2007 y oro en 2009. Su primer triunfo en la categoría absoluta lo consiguió en el Campeonato Europeo de 2010, ganando la final con un lanzamiento de 64,67 m. En junio de 2011 fue suspendida seis meses debido a que en un control antidopaje le fue detectada una sustancia prohibida, lo que le impidió asistir al Campeonato Mundial de ese mismo año.
En 2012 volvió a ganar la medalla de oro en el Campeonato Europeo, esta vez con una marca de 67,62 m. Posteriormente, participó en los Juegos Olímpicos de Londres, en los que ganó la medalla de oro con un lanzamiento de 69,11 m, quedando por delante de la china Li Yanfeng y la cubana Yarelys Barrios.
En 2013, en el Campeonato Mundial, consiguió la medalla de oro con un lanzamiento de 67,99 m. En el Campeonato Europeo se proclamó campeona de las dos ediciones siguientes: 2014 y 2016.
En los Juegos Olímpicos de Río de Janeiro 2016 revalidó el título, quedando primera en la final con un lanzamiento de 69,21 m, por delante de la francesa Mélina Robert-Michon y la cubana Denia Caballero.
En el Campeonato Mundial de 2017 consiguió su segundo oro mundialista. Quedó primera en la final con una marca de 70,31 m, por delante de la australiana Dani Stevens y la francesa Mélina Robert-Michon. En 2018 obtuvo su quinto título europeo consecutivo al ganar la final del Campeonato Europeo con un lanzamiento de 67,62 m.
En el Mundial de 2019 no pudo revalidar el título y se tuvo que conformar con la medalla de bronce, en los Juegos Olímpicos de Tokio 2020 no pudo subir al podio por quedar en cuarta posición, y en el Campeonato Mundial de 2022 obtuvo la medalla de plata, siendo superada por la china Feng Bin. Además, sumó dos oros más en el Campeonato Europeo, en los años 2022 y 2024.
A lo largo de su carrera obtuvo 46 victorias en la Liga de Diamante: dos en 2010, seis en 2012, siete en 2013, seis en 2014, seis en 2015, siete en 2016, cuatro en 2017, tres en 2018, dos en 2021, una en 2022 y una en 2023.
En las elecciones parlamentarias de 2015 fue elegida diputada en el Parlamento de Croacia como miembro del Comité de Familia, Juventud y Deportes. Sin embargo, debido a su actividad deportiva solo se presentó a la sesión constituyente y no ejerció su trabajo de parlamentaria.
En 2017 fue galardonada con la Orden del Duque Trpimir.

## Palmarés internacional
| Juegos Olímpicos   | Juegos Olímpicos         | Juegos Olímpicos  | Juegos Olímpicos |
| Año                | Lugar                    | Medalla           | Prueba           |
| ------------------ | ------------------------ | ----------------- | ---------------- |
| 2012               | Londres (Reino Unido)    | Medalla de oro    | Disco            |
| 2016               | Río de Janeiro (Brasil)  | Medalla de oro    | Disco            |
| 2024               | París (Francia)          | Medalla de bronce | Disco            |
| Campeonato Mundial |                          |                   |                  |
| Año                | Lugar                    | Medalla           | Prueba           |
| 2013               | Moscú (Rusia)            | Medalla de oro    | Disco            |
| 2015               | Pekín (China)            | Medalla de plata  | Disco            |
| 2017               | Londres (Reino Unido)    | Medalla de oro    | Disco            |
| 2019               | Doha (Catar)             | Medalla de bronce | Disco            |
| 2022               | Eugene (Estados Unidos)  | Medalla de plata  | Disco            |
| Campeonato Europeo |                          |                   |                  |
| Año                | Lugar                    | Medalla           | Prueba           |
| 2010               | Barcelona (España)       | Medalla de oro    | Disco            |
| 2012               | Helsinki (Finlandia)     | Medalla de oro    | Disco            |
| 2014               | Zúrich (Suiza)           | Medalla de oro    | Disco            |
| 2016               | Ámsterdam (Países Bajos) | Medalla de oro    | Disco            |
| 2018               | Berlín (Alemania)        | Medalla de oro    | Disco            |
| 2022               | Múnich (Alemania)        | Medalla de oro    | Disco            |
| 2024               | Roma (Italia)            | Medalla de oro    | Disco            |